# Alstom Prima EL2U/4
Die Alstom Prima EL2U/4, auch als M4 EL 2U bezeichnet, ist eine für den Einsatz im Güterzugdienst vorgesehene Elektrolokomotive aus der französischen Produktfamilie von Mehrsystemfahrzeugen Alstom Prima. Die Lok wurde so konzipiert, dass sie möglichst geringe Anschaffungs- und Unterhaltungskosten für die Bahngesellschaft verursachen. Die Loks können unter zwei verschiedenen Stromsystemen eingesetzt werden. Bei der SNCF sind sie als Bauart BB 27000 eingereiht.

## Technik

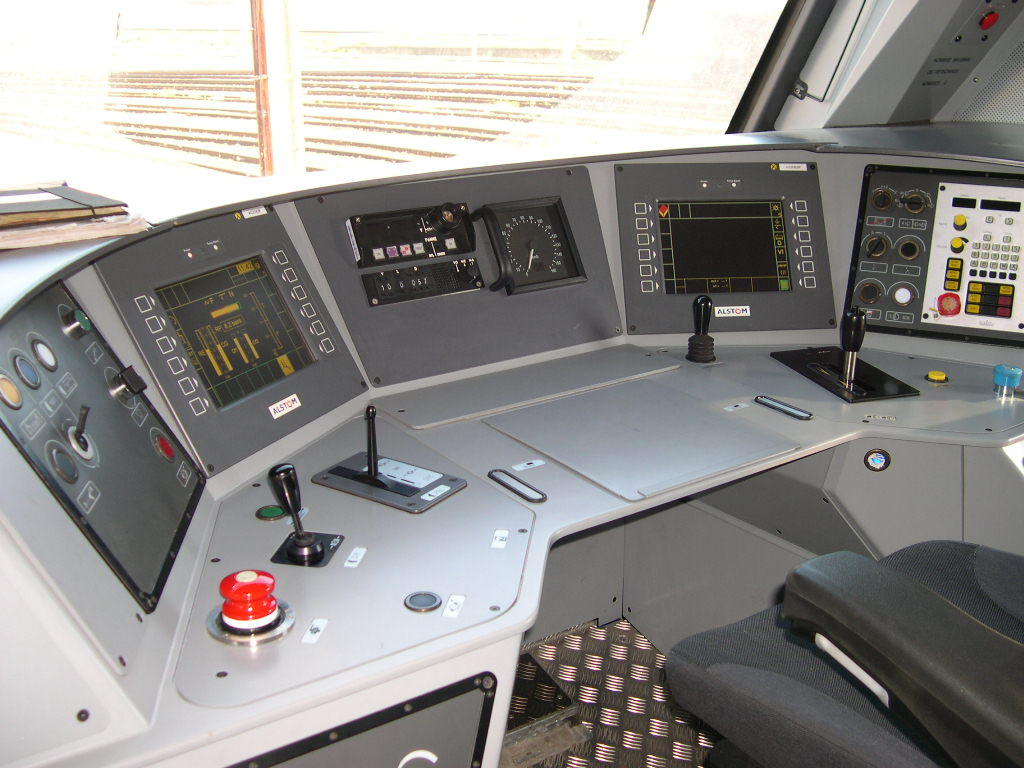
Führerstand der BB 27000

In der Alstom-Bezeichnung steht M4 für eine vierachsige Mehrzwecklokomotive, EL für Elektrolokomotive und 2U für ein Mehrsystemfahrzeug, das mit zwei verschiedenen Fahrleitungsspannungen, betrieben werden kann.
180 Lokomotiven wurden ab 2002 geliefert, 140 sind in Lens und 40 in Thionville beheimatet. Die Inbetriebnahme dieser Lokomotiven hatte die Außerdienststellung von älteren Lokomotiven der Baureihen SNCF CC 7000, SNCF CC 7100, SNCF BB 8100 und SNCF BB 12000 zur Folge.
Die Lokomotiven sind mit zwei Endführerständen mit mittig angeordnetem Triebfahrzeugführerplatz ausgestattet und können unter 1,5 kV Gleichstrom und 25 kV 50 Hz Wechselstrom fahren. Sie werden im Güterverkehr eingesetzt und besitzen ein ATESS (Black Box). Der Antrieb erfolgt über vier Asynchronmotoren der Typs 6 FRA 4567. Die Höchstgeschwindigkeit beträgt 140 km/h. Zwei Stromabnehmer stehen zur Verfügung:
- ein Einphasenstromabnehmer (SX 001 BU) für den Betrieb unter 25 kV 50 Hz;
- ein Stromabnehmer (SX 002 BB) für den Betrieb unter 1,5 kV.

Für den Einsatz unter der Midi-Fahrleitung im Süden Frankreichs, die zwar mit 1,5 kV Gleichstrom gespeist wird, aber eine andere Fahrleitungsgeometrie aufweist, wurden 60 Fahrzeuge mit einem geänderten Stromabnehmer ausgestattet. Diese Lokomotiven sind an einem „M“ hinter der Fahrzeugnummer erkennbar.

## Lokomotiven bei anderen Unternehmen
Der Güterverkehr der SNCF (Fret SNCF) befindet sich seit Mitte der 2000er Jahre in der Krise.  Deshalb wurden 70 Lokomotiven an Akiem (Tochtergesellschaft der SNCF) vermietet, wovon 15 in Grau umlackiert wurden. Sie werden wiederum an private Eisenbahnverkehrsunternehmen (EVU) vermietet. Folgende Lokomotiven wurden in Grau umlackiert: BB 27111 – 27115, 27141, 27157, 27158, 27160, 27161, 27163, 27166, 27167, 27169, 27179.
Vier weitere Lokomotiven wurden in den Farben von VFLI lackiert, dies betrifft 27116, 27117, 27118 und 27139. Vier Lokomotiven sind an ECR vermietet: 27141, 27156, 27159 und 27162, davon sind die drei letzten in den Farben von ECR lackiert.

## Stationierungen
- Seit 2011 besitzen 157 Lokomotiven das “Superviseur Technique de Flotte” (STF) System  (dt.: Technische Überwachung der Flotte). Die Baureihe BB 27000 hat als Abkürzung für dieses System “STF Loc. Elec. Fret” (Superviseur Technique de Flotte des Locomotives Electriques de Fret, dt.: Technische Überwachung der Flotte von Güterzuglokomotiven). Dadurch ist es möglich eine Lokomotive in jedem beliebigen Betriebswerk warten zu können.[8]
- Die 17 Lokomotiven, die Akiem gehören, haben das “Supervision technique de flotte tiers” (SFT) System (dt.: Technische Überwachung der Flotte von Dritten).

## Modellbau
Die BB 27000 gibt es als Modell im Maßstab 1:87 von Os.kar und Mehano.

## Bilder

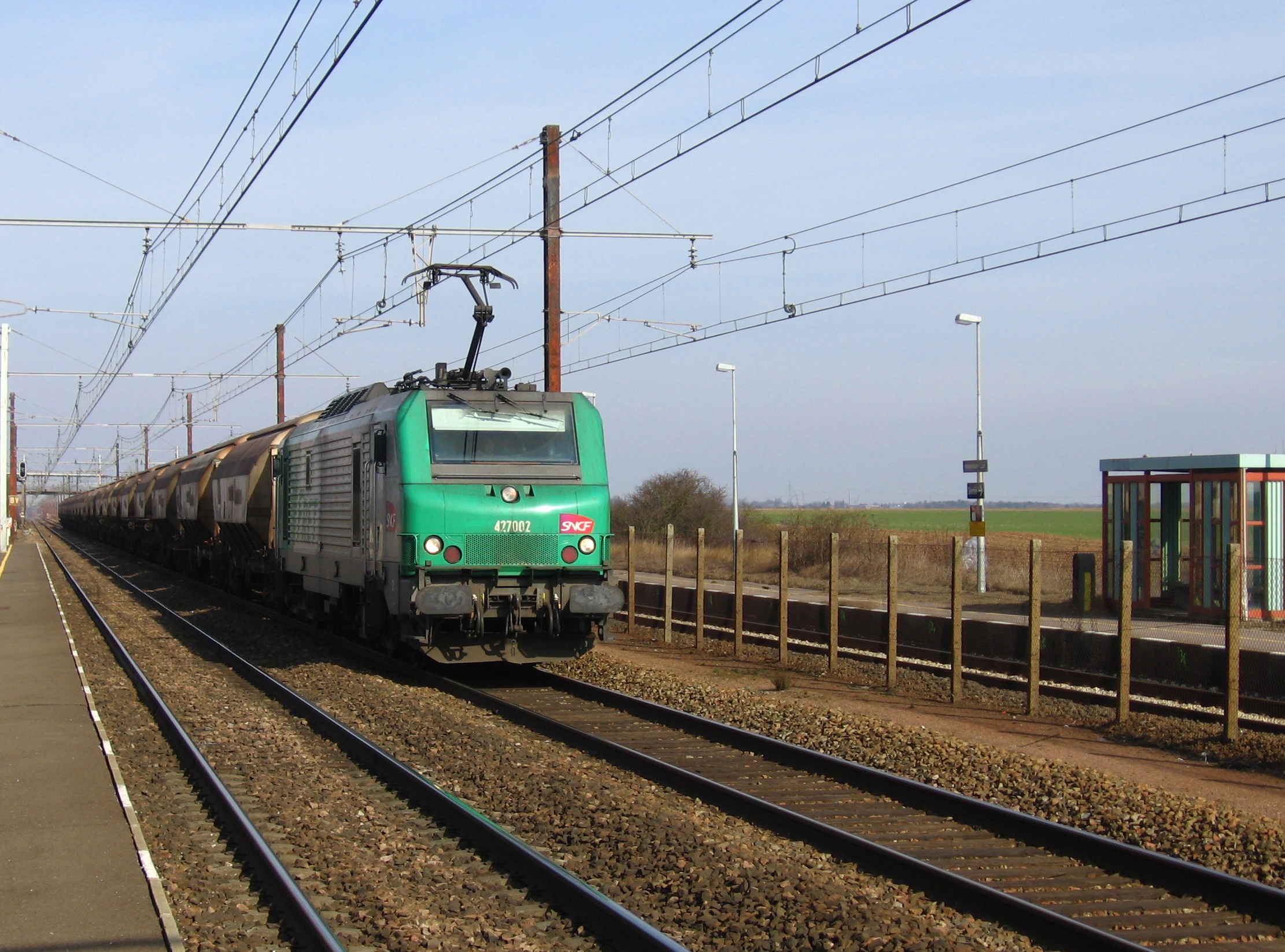
BB 27002 im Bahnhof Monnerville
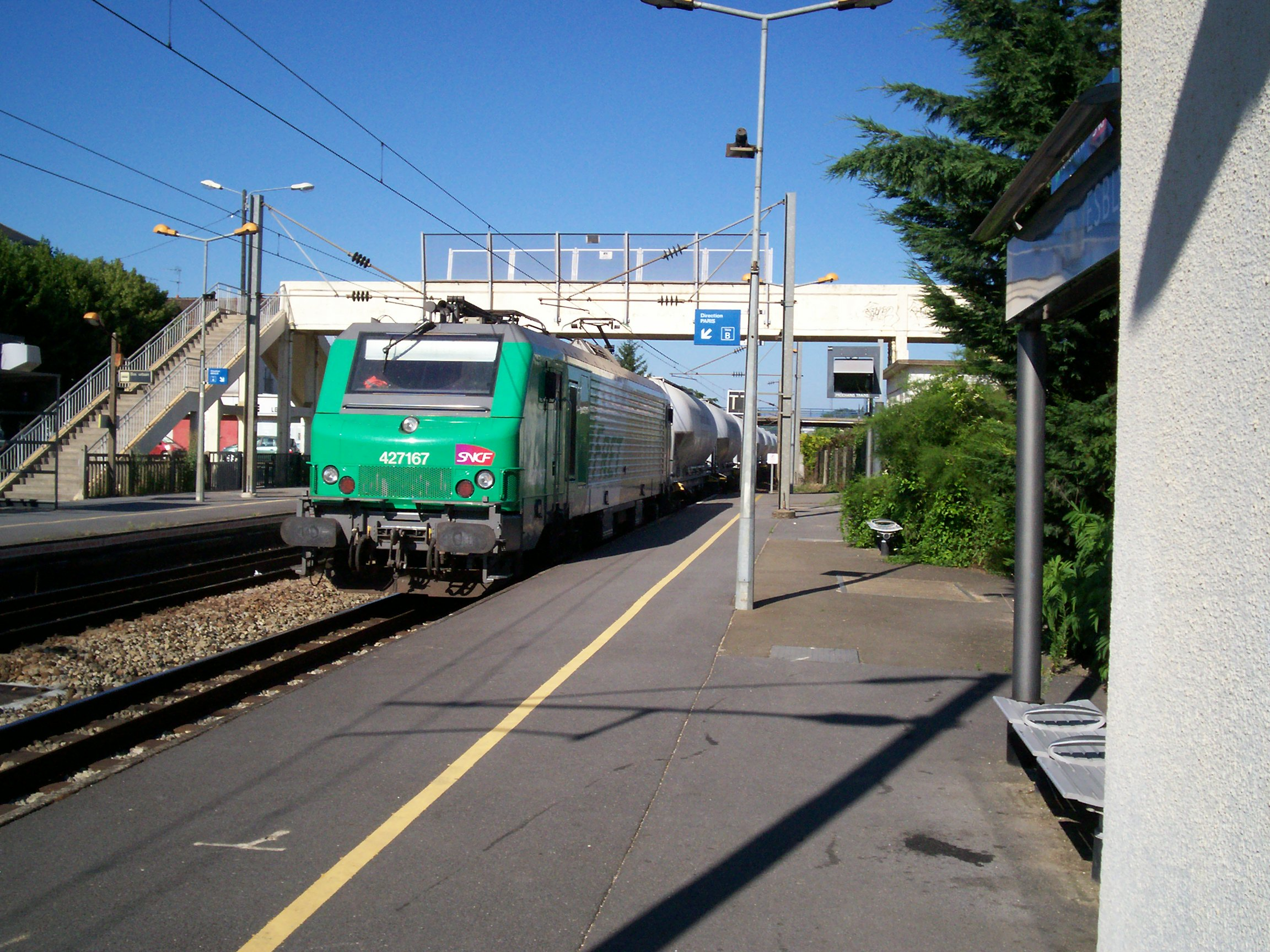
BB 427167 im Bahnhof Esbly
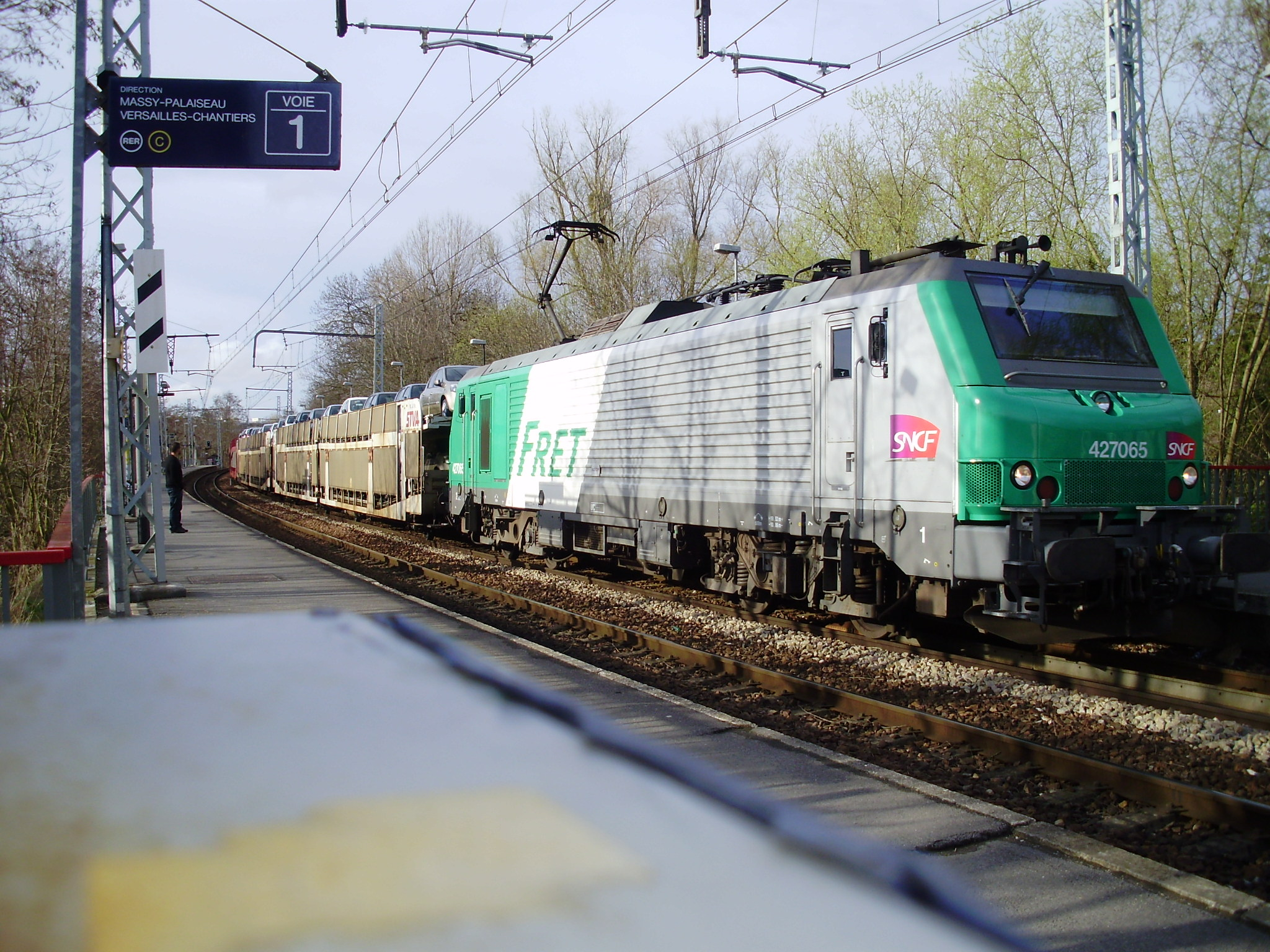
BB 427065 im Bahnhof Gravigny-Balizy